# ویبرسویلر
ویبرسویلر (به فرانسوی: Vibersviller) یک کمون در فرانسه است که در Canton of Albestroff واقع شده‌است.

## خصوصیات
ویبرسویلر ۱۳٫۰۲ کیلومترمربع مساحت و ۴۰۵ نفر جمعیت دارد و ۳۲۲ متر بالاتر از سطح دریا واقع شده‌است.